# 알바노폴리스
알바노폴리스(고대 그리스어: Ἀλβανόπολις, Alvanópolis)는 마케도니아 속주의 이피로스 지역에 위치하였던 일리리아인들의 도시였다. 알바노폴리스의 현재 위치는 알바니아의 크루여 근처의 즈거르데쉬 마을로 추정된다. 알바노폴리스는 중세의 아르바논 혹은 알바논 공국과도 연계되어 설명되나, 이 두 곳이 같은 장소에 위치하였는지는 확실하지 않다. 알바노폴리스는 당시 지역이 로마에 수복된지 300년 이후인 서기 150년에 출현하였다.

## 같이 보기
- 일리리아